# Réseau ferroviaire
Pour les articles homonymes, voir Réseau (homonymie).

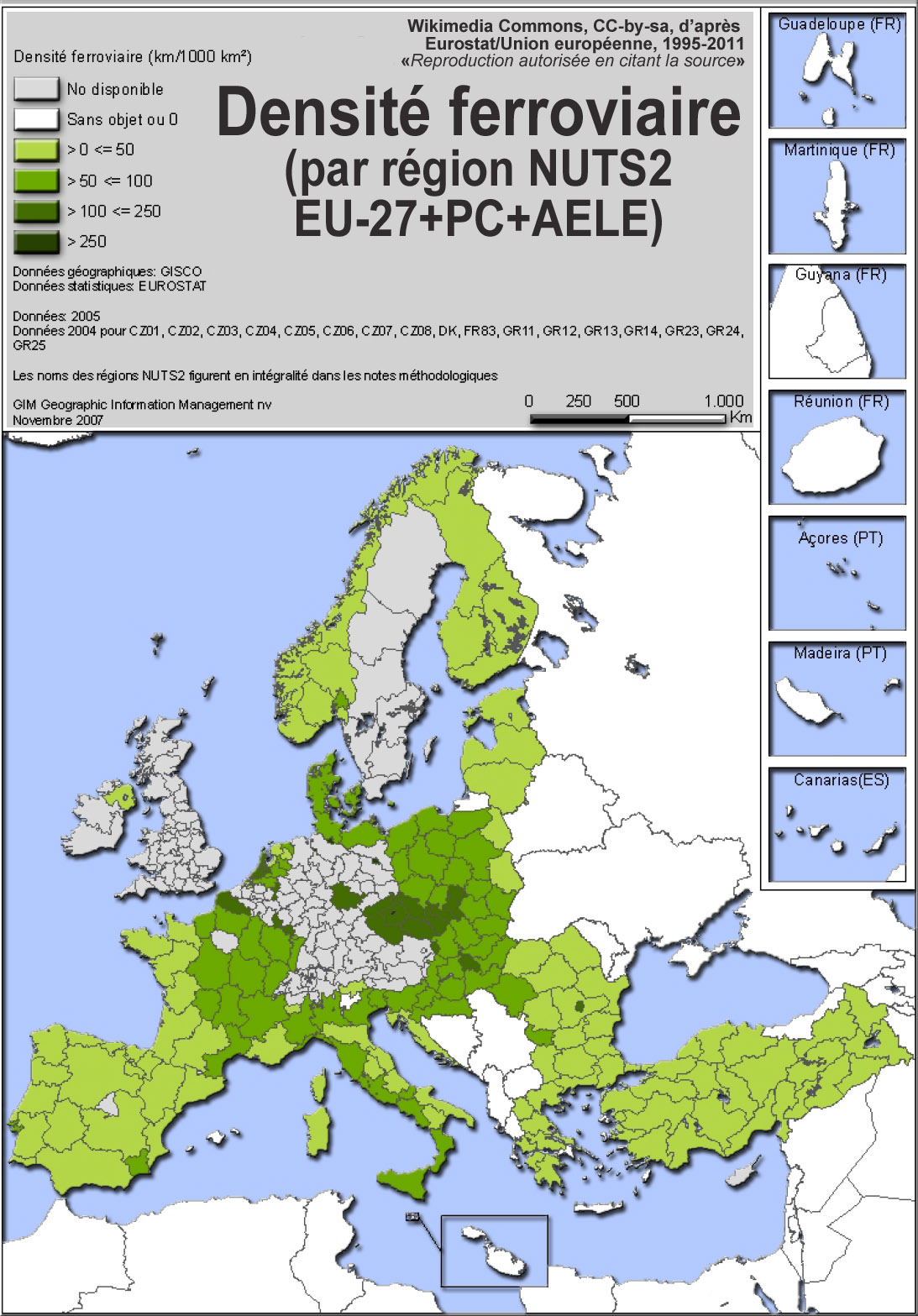
Carte de la densité européenne en voies ferrées (en 2005), montrant que "les densités les plus fortes ne sont pas l'apanage des régions des capitales". Remarque : les anciennes régions industrielles et portuaires sont mieux desservies. Le Nord-Pas-de-Calais est l'une des régions européenne les mieux desservies, même en tenant compte du fait qu'un linéaire important d'anciens cavaliers miniers privés (Houillères) reliant les sites miniers entre eux et au réseau ont été désaffectés car devenus inutiles. Cette carte montre aussi l'importance des stratégies régionales dans un contexte post-industriel.

Un réseau ferroviaire est un ensemble de lignes de chemin de fer, de gares et d'installations techniques diverses (atelier, dépôts, triages, embranchements particuliers, chantiers intermodaux...) qui permettent la circulation de convois ferroviaires ou trains dans un ensemble géographique donné ; région, pays, continent.
Par extension, une maquette ferroviaire est également désignée par le terme de réseau.

## Caractéristiques
Un réseau ferroviaire se caractérise par un certain nombre de normes techniques et d'exploitation qui peuvent éventuellement poser des problèmes d'interopérabilité en cas de connexion entre réseaux.
L'unification de ces normes est une entreprise de longue haleine car elle met en jeu des investissements techniques, humains et financiers très importants, dès lors qu'il s'agit d'harmoniser par exemple le gabarit, la charge à l'essieu, la signalisation, l'alimentation électrique ou les horaires.
À l'échelle internationale, elle a été entreprise de longue date par l'Union internationale des chemins de fer (UIC) qui émet des fiches techniques de recommandation concernant tant le matériel roulant que les infrastructures. Cependant, en Europe, la constitution volontariste d'un marché ferroviaire unifié a poussé la Commission européenne à promouvoir des normes d'interopérabilité plus poussées, permettant un rapprochement plus approfondi.

## Le réseau et la compagnie de chemin de fer

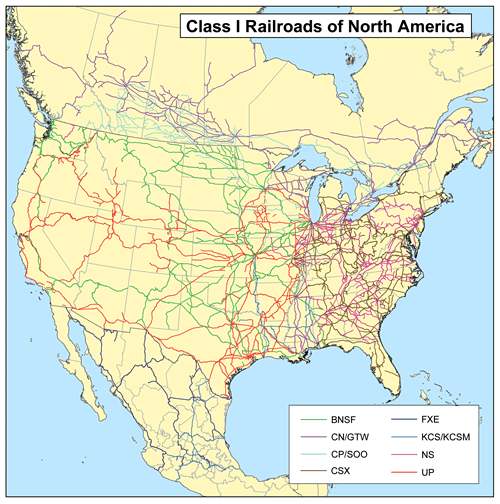
Carte des chemins de fer américains de classe I en Amérique du Nord. Chaque couleur correspond au réseau ferroviaire d'une compagnie.

Le terme « réseau » est souvent utilisé comme synonyme de compagnie de chemin de fer. C'est le cas aux États-Unis, où le réseau appartient aux compagnies qui y font circuler les trains.
Depuis les années 1990, cette synonymie n'est plus exacte dans certains pays de l'Union européenne, où l'on assiste à une dissociation entre les fonctions d'exploitation et de commercialisation des services confiées à des entreprises ferroviaires, et celles de gestion du réseau, confiées à des gestionnaires d'infrastructure ferroviaire. On parle d'« entreprise ferroviaire intégrée » lorsque celle-ci est également gestionnaire de l'infrastructure.
Pour faire rouler un train sur une voie ne lui appartenant pas, une compagnie doit donc s’acquitter d'un droit de péage.
Le terme « réseau » est aussi utilisé pour désigner certains chemins de fer qui se distinguent par certaines particularités tant techniques que fonctionnelles, ou par une cohérence d'utilisation (réseau de transport en commun) : réseau de métro, réseau de tramway, « réseau express régional » (RER) en France, etc.